# Giulio Pezzola
Giulio Pezzola (Borgo Velino, 1598 – Napoli, 17 luglio 1673) è stato un brigante italiano.
Nato a Borghetto oggi Borgo Velino nel 1598 centro in provincia di Rieti, allora appartenente al Regno di Napoli, posto ai confini con lo Stato Pontificio, era figlio di Morgante e sposato con Leonida di cui si conosce solo il nome con numerosa prole: Maddalena, Pirro, Patrizio, Giovanni Battista, Gianluca e Giacomo.
L'attività brigantesca del Pezzola dura per circa quarant'anni, durante i quali egli è a capo di una banda composta, a seconda dei momenti storici, da un numero fra gli 80 e i 300 uomini, per la maggior parte suoi stessi parenti.
Mise la sua banda al servizio dei viceré di Napoli fin dal tempo del governo di Antonio Alvarez di Toledo, duca d'Alba (1622-1629).
Nel 1624 viene nominato Capitano di confine dalla corte vicereale spagnola.
Nella notte di Natale del 1640 cattura a Roma, su ordine del viceré di Napoli il duca di Medina, all'uscita dalla chiesa di sant'Andrea delle Fratte, il principe di Sangles.
Il 13 novembre 1647 è chiamato dal Preside Raimondo Zagariga per scortarlo da L'Aquila a Napoli, perché fugge con tutta la famiglia terrorizzato dalla rivolta dei contadini.
Nel 1647 il Pezzola combatte al fianco delle truppe spagnole contro Masaniello e per liberare Napoli dai tumulti popolari, servigio per il quale nel 1652 viene ricevuto con tutti gli onori a Madrid dal Re di Spagna.
Nel 1659 cadde in disgrazia: gli vennero confiscati tutti i beni in Borghetto, e nel 1660 con il figlio Giacomo venne carcerato a Castel dell'Ovo a Napoli. Da qui tentò di fuggire nel 1673 ma, ormai troppo anziano, morì precipitando dalla fortezza.

### Fonti
- Velino.it: VI Comunità Montana del Velino e allievi del Master in "Web Design & Strategy" dell'Istitituto Europeo di Design, su velino.it.